# En las mañanas con Uno
En las mañanas con Uno fue un programa matutino de variedades e informativo de la televisión colombiana, producido por NTC Televisión Coproducido por RTVC Sistema de Medios Públicos, Jorge Barón Televisión y Colombiana de Televisión y emitido por Canal Uno. presentado por Julio César Herrera y Mónica Molano como centrales; Claudia Cano y Paulo César Cortés como presentadores del segmento de informativo.

## Historia
En las mañanas con Uno nació como la nueva licitación del Canal Uno, con el fin de tener una nueva parrilla de programación de dicho canal. Así como el programa contiene variedades, entrevistas e información de noticias de Colombia. Sus principales competidores son: Día a día y Muy buenos días se estrenó el 3 de febrero de 2014; su última emisión fue el 28 de abril de 2017 debido al cambio de concesionario y administrador de la programación del canal a cargo de Plural Comunicaciones a partir del 1 de mayo de 2017.; sin embargo y mientras se estructuraba la nueva programación del canal, entre el 1° de mayo al 13 de agosto de 2017 de lunes a domingo en las horas de la mañana se emitíeron resúmenes con los mejores momentos del programa emitidos en los tres años y medio al aire siendo reemplazado por Acá Entre Nos dirigida por Amanda Avella y presentado por Carolina Soto, Carlos Marín, Carmen Larrazábal y Leonardo Morán que se transmitió del lunes 14 de agosto de 2017 hasta marzo de 2020.

## Equipo
- Julio César Herrera (central)
- Mónica Molano (central)
- Claudia Cano (presentadora de noticias)
- Paulo César Cortés (presentador deportivo)

### Anteriores
- Jorge Rebollo  (2014)
- Carolina Oliver  (2014)
- Hernán Orjuela  (2014-2016)
- Rodrigo Castro (2015) -invitado-
- Paola García (2015) -invitada-
- Silvana Altahona (2015) -invitada-
- Ariel Osorio (2016)  -invitado-
- Alex Adames (2016) (2017) -invitado-